# Saxifraga sieversiana
Saxifraga sieversiana är en stenbräckeväxtart som beskrevs av Kaspar Maria von Sternberg. Saxifraga sieversiana ingår i Bräckesläktet som ingår i familjen stenbräckeväxter. Inga underarter finns listade i Catalogue of Life.